# Цедровиці-Парцеля
Цедровиці-Парцеля (пол. Cedrowice-Parcela) — село в Польщі, у гміні Озоркув Зґерського повіту Лодзинського воєводства.
Населення — 331 особа (2011).

## Демографія
Демографічна структура станом на 31 березня 2011 року:
|          | Загалом | Допрацездатний вік | Працездатний вік | Постпрацездатний вік |
| -------- | ------- | ------------------ | ---------------- | -------------------- |
| Чоловіки | 171     | 41                 | 111              | 19                   |
| Жінки    | 160     | 28                 | 96               | 36                   |
| Разом    | 331     | 69                 | 207              | 55                   |